# Afghaanse luchtmacht
De Afghaanse luchtmacht (Engels: Afghan Air Force; AAF, Pasjtoe: دافغانستان هوائی ځواک, Dari: قوای هوائی افغانستان) was het luchtmachtonderdeel van de Afghaanse krijgsmacht van de Islamitische Republiek Afghanistan. De voorloper ervan werd opgericht in 1924. In 2002 werd een klein legerluchtkorps opgericht dat gedurende de jaren daarop met Westerse steun verder werd opgebouwd. In 2010 werd dit korps omgedoopt tot Afghaanse luchtmacht, al was deze luchtmacht in praktijk onderdeel van het Afghaans nationaal leger.

## Geschiedenis
De Afghaanse luchtmacht begon op 22 augustus 1922 met enkele toestellen die sinds 1921 van Rusland bekomen werden. In 1929 werd deze luchtmacht vernietigd. Pas in 1937 werd ze opnieuw opgericht. Van 1947 tot 1973 heette ze Koninklijke Afghaanse Luchtmacht.

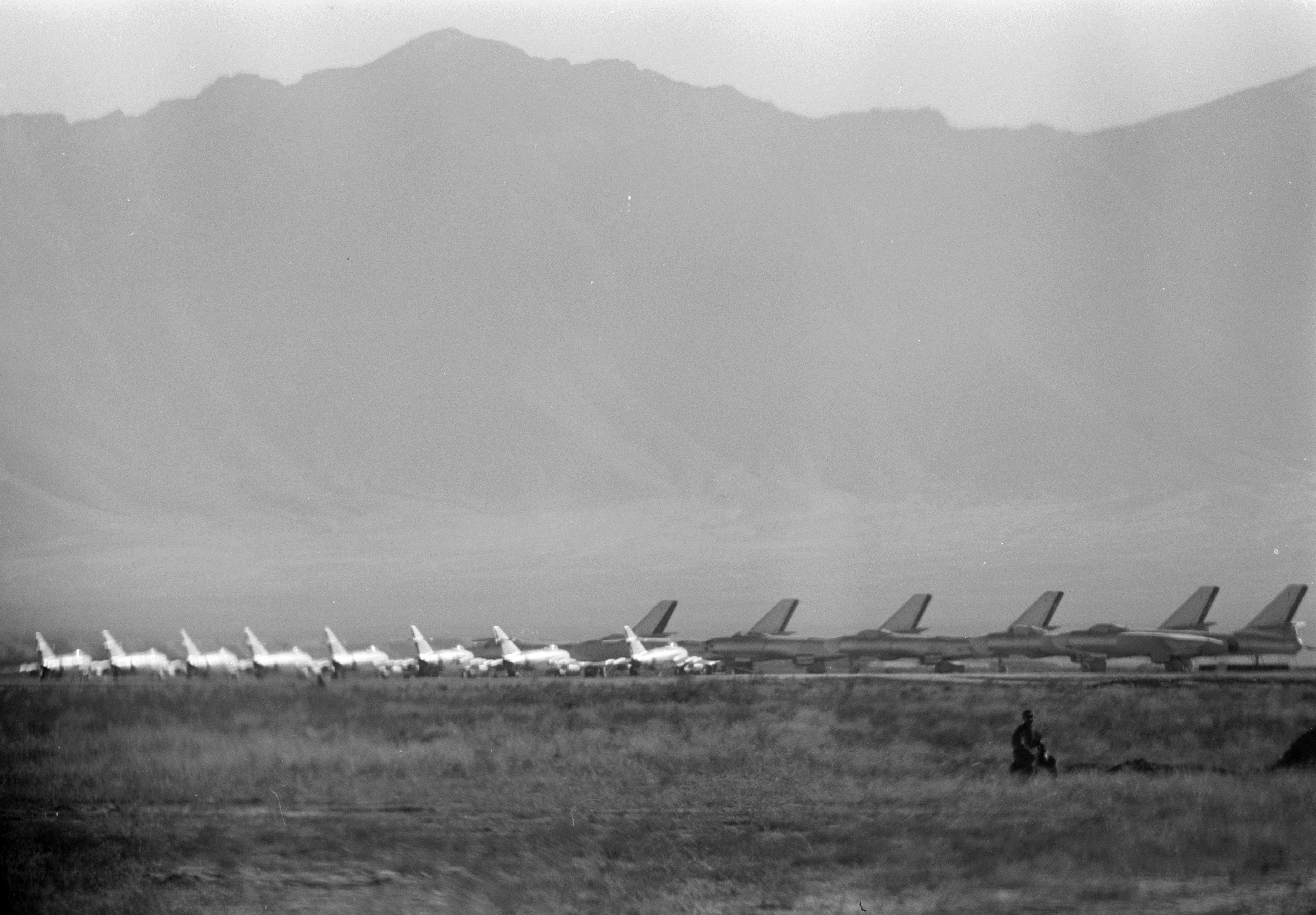
MiG-15-gevechtsvliegtuigen en Il-28-bommenwerpers van de Afghaanse luchtmacht te Kaboel gedurende een bezoek van de Amerikaanse president Eisenhower aan het land tussen 9 en 14 december 1959.

Na de Sovjet-invasie in 1979 en vervolgens de installatie van een Sovjet-getrouw regime werd de Afghaanse luchtmacht gevoelig uitgebreid met toestellen van Sovjet-makelij. De meeste werden onderhouden en bemand door "adviseurs" uit Tsjechoslowakije en Cuba gezien de beperkte capaciteiten ter zake van de Afghanen zelf.
Tussen 1980 en 1992 was de Afghaanse luchtmacht op haar sterkst. In 1985 werd het aantal manschappen geschat op zo'n 7000 plus zo'n 5000 buitenlanders. Er waren zo'n 150 gevechtsvliegtuigen - van verouderde typen -, 200 transportvliegtuigen en dertig aanvalshelikopters. Op het einde van de jaren 1980 werd de luchtmacht door de Sovjets ook voorzien van chemische en biologische wapens.
Na de terugtrekking van de Sovjet-Unie en diens personeel bij de Afghaanse luchtmacht in 1989 ging het snel achteruit. Tijdens de Afghaanse Burgeroorlog namen de verschillende partijen bezit van een deel van de toestellen. Om enkele toestellen vliegwaardig te houden werden vele andere leeggehaald. Eind jaren 1990 hadden zowel de Taliban als de Noordelijke Alliantie slechts zes tot acht operationele gevechtsvliegtuigen. Deze toestellen werden uiteindelijk vernietigd bij de Amerikaans-Britse oorlog in Afghanistan in 2001.
Wat overbleef waren enkele tientallen Afghaanse piloten die in geen jaren in een vliegtuig gezeten hadden. Nadat een prowesterse regering aan de macht kwam beloofde de VS de Afghaanse luchtmacht herop te bouwen met donortoestellen. Daarmee werd pas midden jaren 2000 mee begonnen. Anno 2008 bezit de luchtmacht nog maar een tiental vliegtuigen en een twintigtal helikopters. Er werden zo'n 186 toestellen beloofd tegen 2012. Van november 2009 tot eind 2011 werden twintig door de VS aangekochte C-27A Spartan-transportvliegtuigen en 35 Mil Mi-17-helikopters geleverd. Ook zullen 4450 manschappen worden opgeleid en zal de Afghaanse luchtmacht de controle over alle bases in het land terugkrijgen.

## Luchtmachtbases
In Afghanistan bevinden zich volgende grote luchtmachtbases (tussen haakjes het verantwoordelijke land).
- Luchtmachtbasis van Baghram ( Verenigde Staten)
- Internationale Luchthaven Kabul ( België)
- Internationale luchthaven van Kandahar ( Verenigde Staten)
- Luchthaven van Mazar-i-Sharif ( Duitsland  Afghanistan)
- Luchthaven van Herat ( Verenigde Staten)
- Luchtmachtbasis Shindand ( Afghanistan)
- Luchthaven van Sheberghan ( Afghanistan)

In het land bevinden zich verder nog een aantal kleine vliegstroken.

## Inventaris
| Toestel            | Versie(s)              | Aantal nu (eerst) [later] | Rol                        | Herkomst                |             |
| Vliegtuigen        | Vliegtuigen            | Vliegtuigen               | Vliegtuigen                | Vliegtuigen             | Vliegtuigen |
| ------------------ | ---------------------- | ------------------------- | -------------------------- | ----------------------- | ----------- |
| Aeritalia G.222    | C-27A                  | 20                        | transport                  | Italië Verenigde Staten |             |
| Aero L-39 Albatros | L-39C                  | 3                         | opleiding, lichte aanval   | Tsjechië                |             |
| Cessna 182         | C182T                  | 6                         | basisopleiding             | Verenigde Staten        |             |
| Cessna 208         | C208B                  | 8 [+18]                   | licht transport, opleiding | Verenigde Staten        |             |
| Helikopters        |                        |                           |                            |                         |             |
| Mil Mi-17          | Mi-17DV, Mi-17v5, Mi-8 | 65 [+12]                  | lichte aanval              | Rusland                 |             |
| Mil Mi-24          | Mi-35                  | 9                         | aanval                     | Sovjet-Unie             |             |
| MD 500             | 530F                   | 6 [+54]                   | opleiding                  | Verenigde Staten        |             |

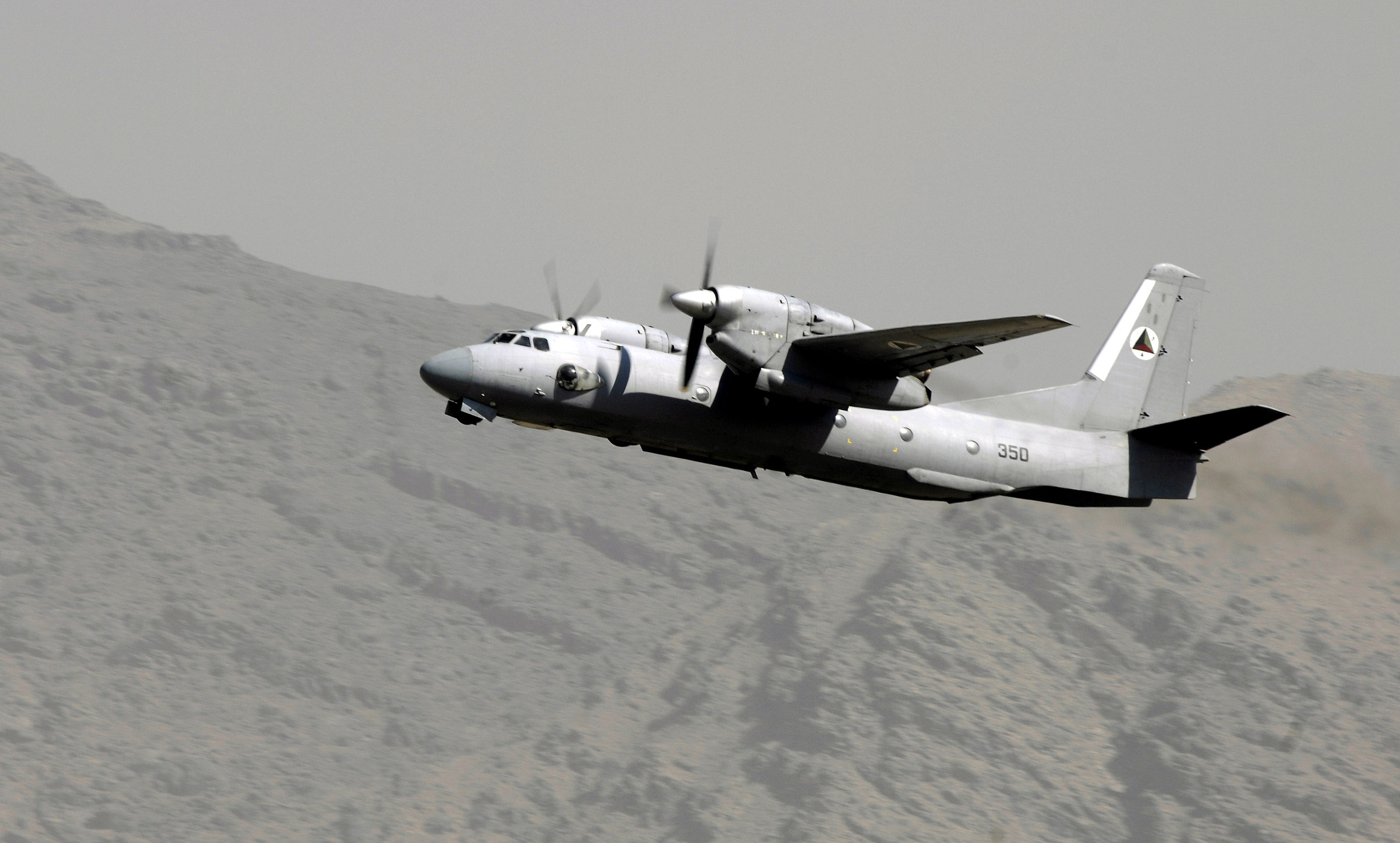
Een Antonov An-32-transportvliegtuig stijgt op in Kabul (2007).
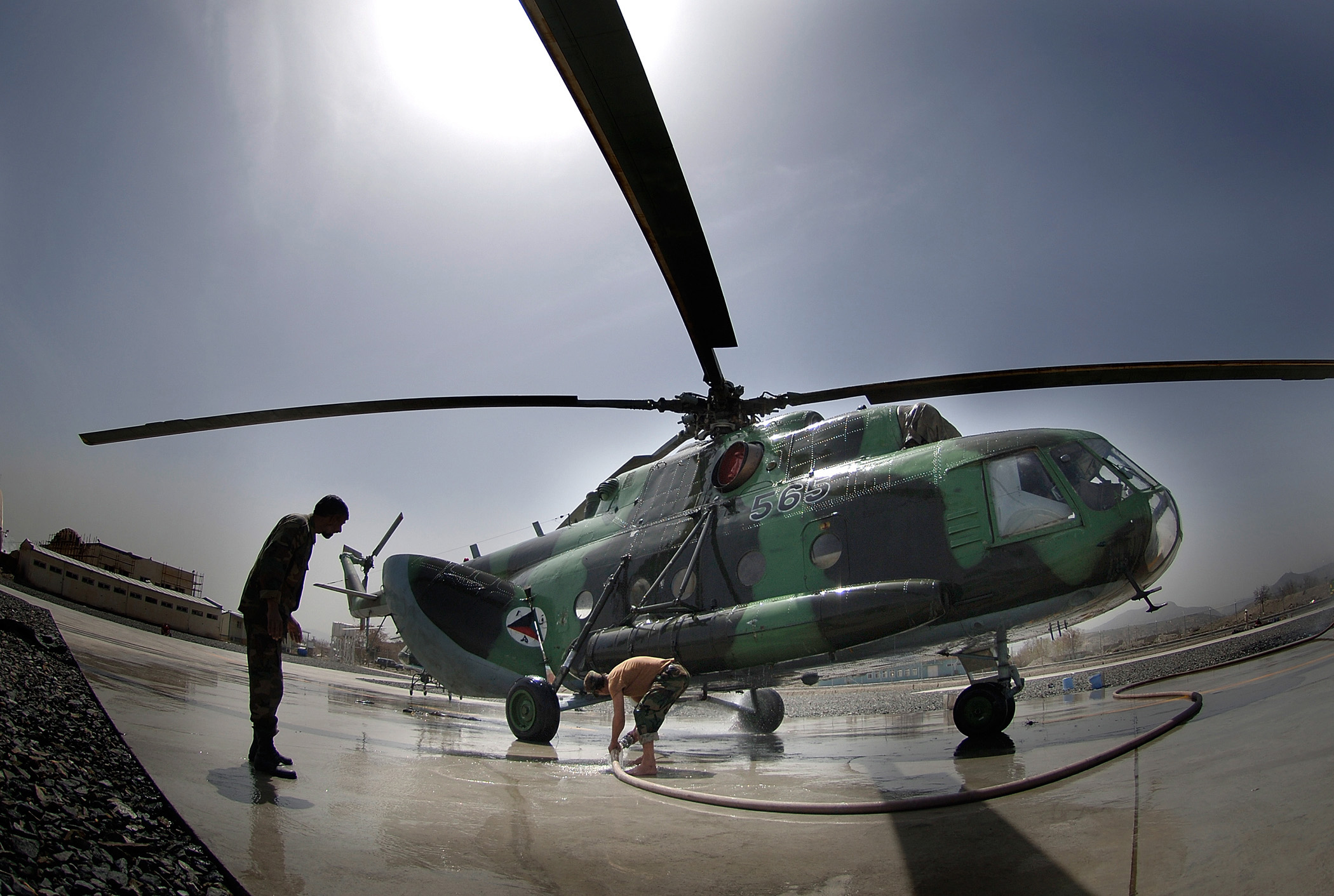
Een Mil Mi-8 op de luchthaven van Kabul wordt gewassen (2007).
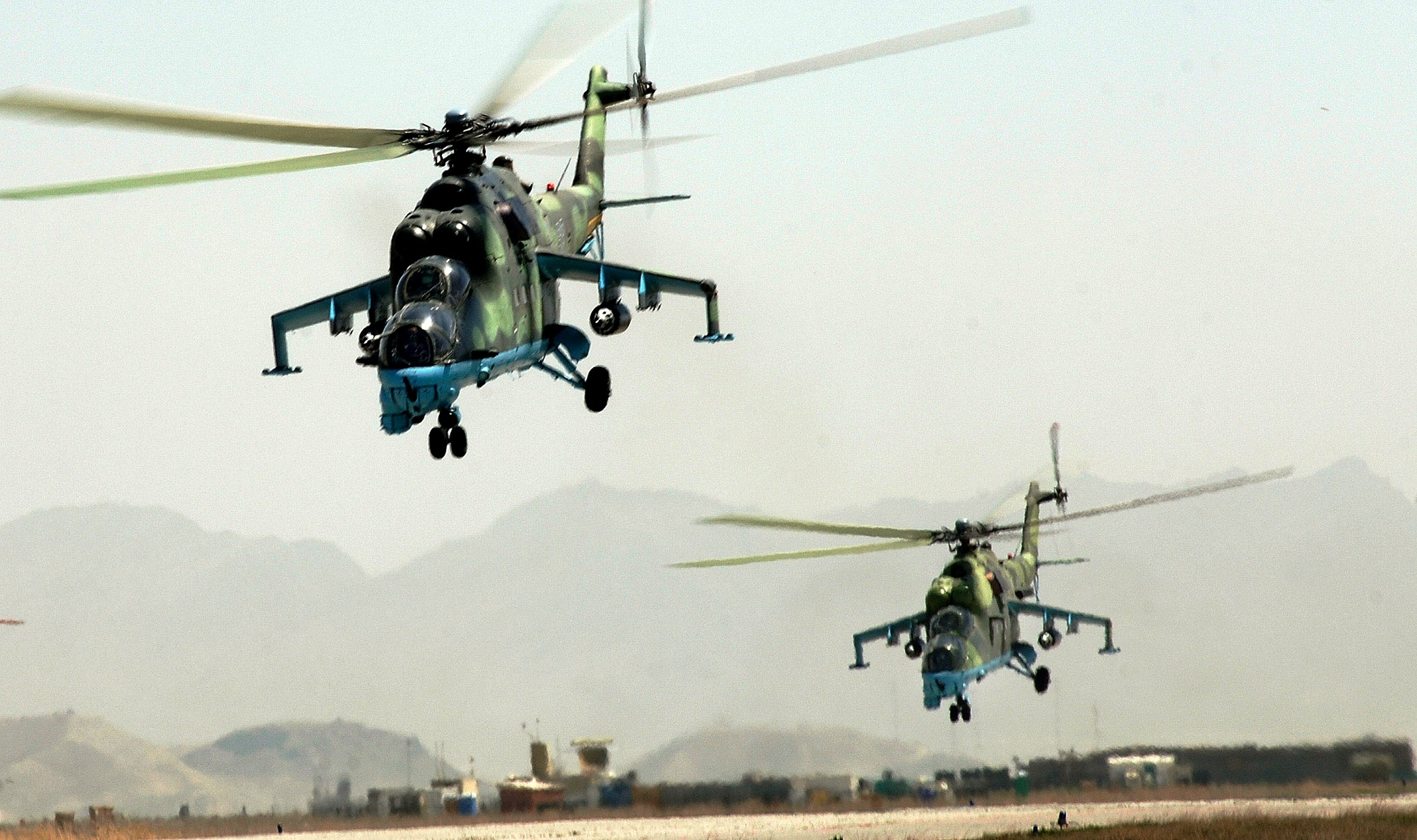
Afghaanse Mil Mi-35-gevechtshelikopters (2007).
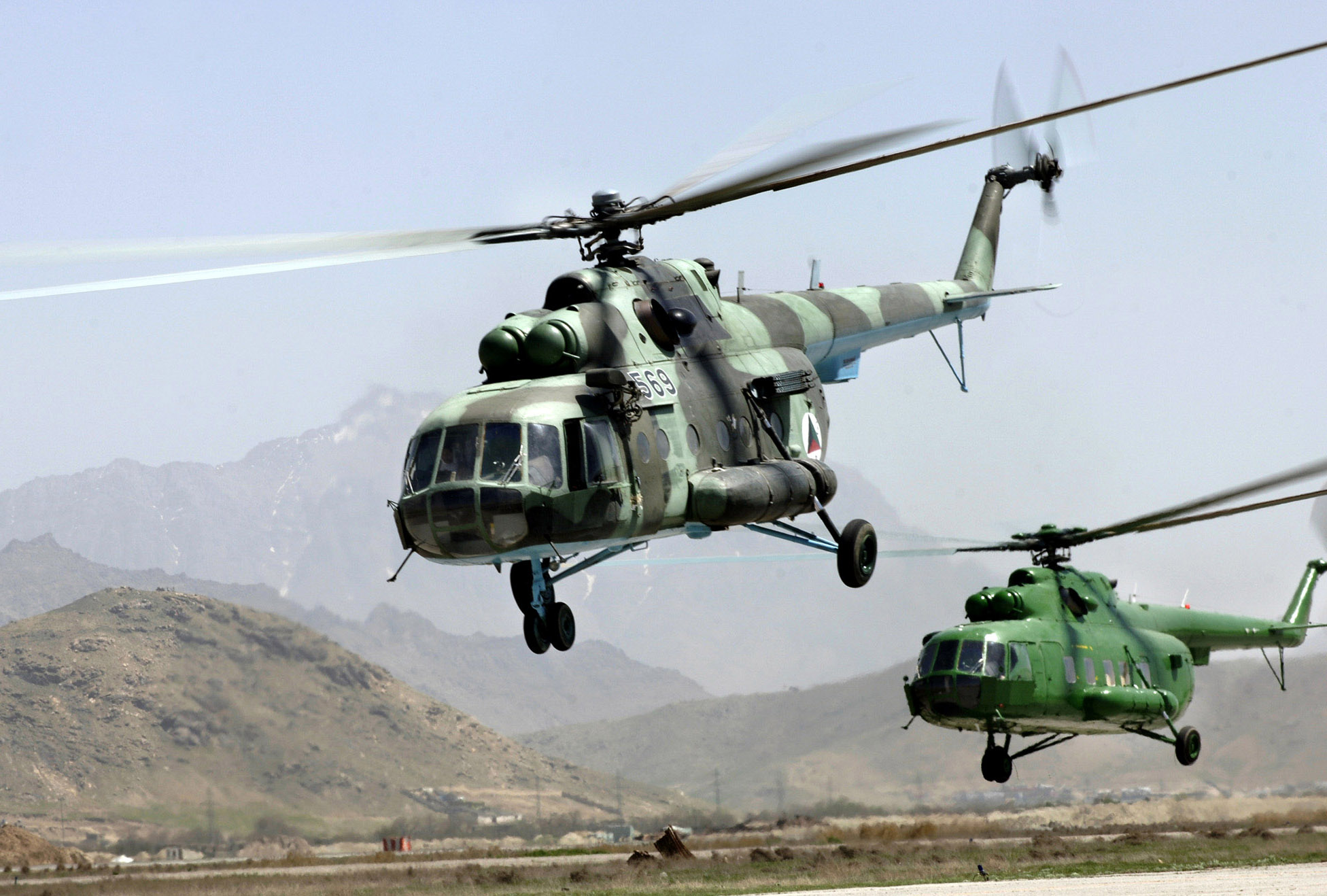
Afghaanse Mil Mi-17-transporthelikopters (2007).
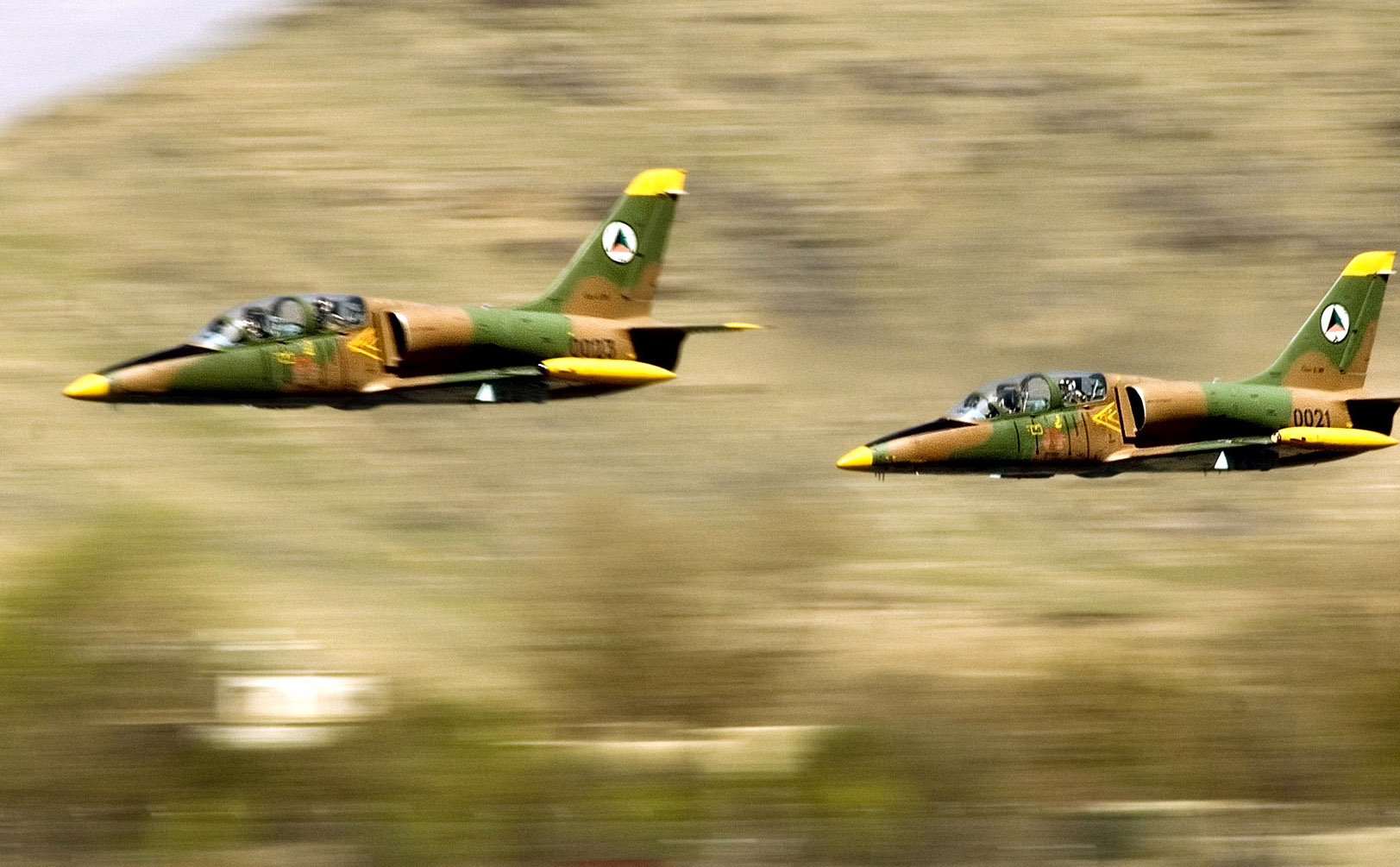
Recent verkregen Albatros-trainingsjets (2007).